# Chaetocnema montenegrina
Chaetocnema montenegrina es un coleóptero de la familia Chrysomelidae. Fue descrita científicamente en 1912 por Heikertinger.